# Swedish Ladies Ystad 2012
Lo Swedish Ladies Ystad 2012 è stato un torneo di tennis facente parte della categoria ITF Women's Circuit nell'ambito dell'ITF Women's Circuit 2012. Il torneo si è giocato a Ystad in Svezia dal 25 giugno al 1º luglio 2012 su campi in terra rossa e aveva un montepremi di $25,000.

## Vincitori

### Singolare
Carina Witthöft ha battuto in finale  Valerija Solov'ëva con il punteggio di 6–2, 6–1

### Doppio
Magda Linette /  Katarzyna Piter hanno battuto in finale  Oksana Kalašnikova /  Lenka Wienerová con il punteggio di 6–3, 6–3